# Agente di rampa
L'agente di rampa è una delle figure professionali che si trovano all'interno degli aeroporti e svolge compiti da tramite fra l'aeromobile e tutto il resto dell'organizzazione aeroportuale, coordinando e supervisionando tutte le attività al suolo.
L'agente di rampa è una delle mansioni da addetto di scalo.
Alcune compagnie inglese, tendono a chiamare questa figura professionale "flight dispatcher", che non è da confondere con colui che prepara i piani di volo. Le stesse inglesi invece indicano la figura del "ramp agent" all'addetto carico-scarico bagagli.

## Compiti
L'agente di rampa è l'unico interlocutore tra l'equipaggio dell'aereo e tutti gli addetti che lavorano e svolgono mansioni all'interno dell'aeroporto per tutto ciò che riguarda i servizi di terra necessari alla sosta ed al turn-around di un aereo.
Il compito principale è quello di supervisionare le attività di assistenza handling durante il turn-around dell'aereo, queste attività comprendono:
- Rifornimento carburante (chiama l'aviorifornitore ed indica la quantità di carburante richiesta dall'equipaggio)
- Carico/scarico bagagli (fa arrivare il carico sottobordo e attraverso la LIR indica la posizione dove va caricato)
- Sbarco/imbarco passeggeri (chiama l'imbarco e supervisiona il transito dei passeggeri)
- Attività di manutenzione (controlla l'aereo per eventuali danni e chiama il Tecnico per eventuali riparazioni)
- De-icing e Anti-icing dell'aereo,
- Catering,
- Pulizie,
- Assistenze particolari.

L'addetto coordina lo svolgimento di queste attività anche contattando i singoli incaricati, ordinando l'inizio o la fine di una delle succitate attività e fornendo le necessarie informazioni.
Per ogni singolo volo supervisionato e coordinato dall'agente di rampa, lo stesso deve conoscere le seguenti informazioni sull'aeromobile:
- Tempo di transito;
- Caratteristiche dell'aeromobile;
- Passeggeri, bagagli, merce e posta in arrivo;
- Passeggeri, bagagli, merce e posta in partenza;
- Presenza di passeggeri che necessitano di assistenze particolari (in arrivo o in partenza);
- Presenza di merci o bagagli particolari (ad esempio merci pericolose);
- Necessità di rifornire di carburante;

L'agente di rampa fornisce, inoltre, le informazioni necessarie per il volo all'equipaggio (piano di volo, informazioni meteorologiche, piano di carico, lista passeggeri).
Questa figura lavora in stretto contatto con l'addetto al bilanciamento e centraggio per le operazioni di carico. In alcuni Paesi, e talvolta per alcune compagnie Low Cost o di Linea, le due funzioni sono eseguite dalla stessa persona, ove compatibile.
In molti casi l'agente di rampa si occupa anche di seguire le operazioni di push back e di messa in moto assistendo l'equipaggio durante questa fase comunicando con i piloti.
Ove le condizioni lo richiedano, si occupa inoltre della consulenza e supervisione delle operazioni di De-icing e Anti-icing dell'aereo.
L'agente di rampa è un dipendente della società che effettua i servizi di handling all'aeromobile, in alcuni casi può essere la stessa compagnia aerea.
Per svolgere questa mansione si richiede il possesso di un diploma di scuola media superiore e la padronanza della lingua inglese. 
Molte società di Handling o Compagnie aeree richiedono il possesso di ulteriori certificati di abilitazione di alto livello.